# 上原勇作
上原 勇作（うえはら ゆうさく、1856年12月6日〈安政3年11月9日〉- 1933年〈昭和8年〉11月8日）は、日本の陸軍軍人。元帥陸軍大将従一位大勲位功二級子爵。
陸軍大臣、教育総監、参謀総長。この「陸軍三長官」を歴任した上で元帥府に列せられたのは、帝国陸軍史上、上原、杉山元の2名のみである。兵科は工兵科。
薩摩藩領であった日向国都城（現・宮崎県都城市）出身。妻は野津道貫の娘、槙子。山縣有朋、桂太郎ら長州閥の元老凋落の後に陸軍に君臨し、強力な軍閥（上原閥）を築き上げた。上原閥に属する者に荒木貞夫、真崎甚三郎、柳川平助、小畑敏四郎らがいた。
聖マイケル・聖ジョージ勲章ナイト・グランド・クロス（GCMG）。

## 生涯
安政3年（1856年）、薩摩藩の島津氏一門である都城島津家（都城藩）の家老、龍岡資弦の次男、龍岡資長として生まれる。
1875年（明治8年）、島津氏一門の上原家の養子（上原勇作）となる。陸軍幼年学校を経て、1879年（明治12年）、陸軍士官学校卒業（同期に秋山好古など）。1881年（明治14年）に渡仏、フランス陸軍に学び、1885年に帰国して工兵の近代化に貢献、工兵操典を編纂し「日本工兵の父」と称される。日清戦争においては勇作の岳父、野津道貫が司令官を務める第1軍の参謀、日露戦争においては、やはり野津が司令官を務める第4軍の参謀長など数々の戦争に従軍して参謀職を務め、1907年（明治40年）に軍功により男爵を授けられた。
1912年（明治45年）、石本新六の死後、第2次西園寺内閣の陸軍大臣に就任。陸軍提出の二個師団増設案が緊縮財政を理由に拒否されるや、帷幄上奏権を行使して辞任。陸軍は上原の後任者を出さず、軍部大臣現役武官制を利用して内閣を総辞職させた。
1921年（大正10年）に子爵、元帥。
1933年（昭和8年）、胃潰瘍と心臓病のため、大井鹿島町（現・東京都品川区大井六丁目）の本邸に於いて薨去。享年77。青山霊園に葬られた。
翌1934年（昭和9年）には郷里で都城市葬が行われ、分骨も行われた。

## 年譜
※日付は明治5年までは旧暦

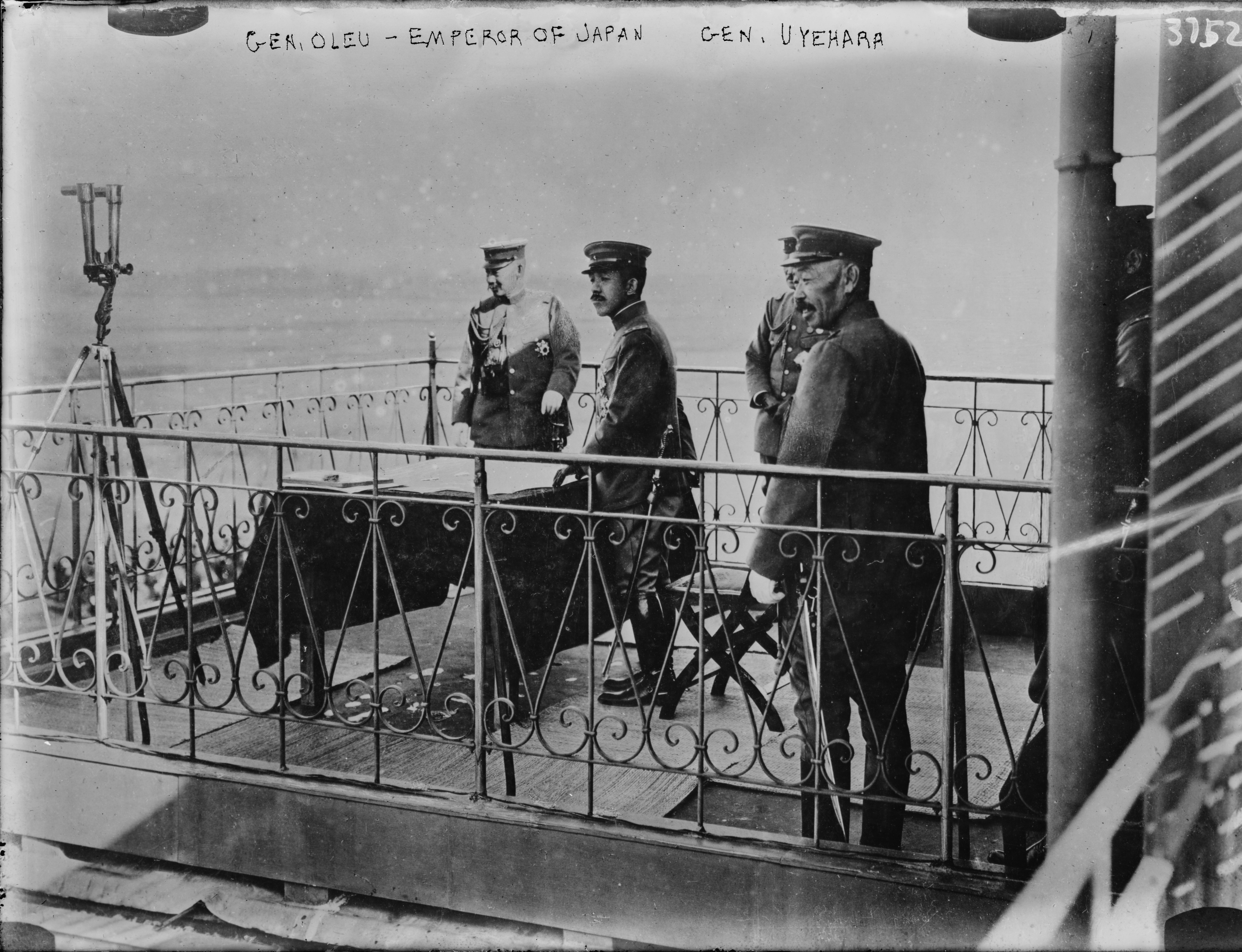
大正天皇と上原。大正4年（1915年）観兵式。

- 明治2年（1869年）7月 - 造士館入学
- 明治5年（1872年）12月 - 上京、野津道貫の書生となる。武田塾通学。（塾長：武田成章）
- 1873年（明治6年）6月 - 大学南校入学（同級：伏見宮貞愛親王、寺尾寿、難波正）
- 1875年（明治8年）6月 - 陸軍幼年学校編入学（幼年学校長：武田成章）
- 1877年（明治10年）5月 - 陸軍士官学校（旧3期）入学（学生中隊長：寺内正毅）
- 1879年（明治12年）12月22日 - 工兵少尉任官
- 1880年（明治13年）12月 - 陸士工兵科卒業
- 1881年（明治14年）
  - 2月 - 工兵第1大隊付
  - 6月 - フランス留学（- 1885年12月）
- 1882年（明治15年）
  - 8月 - フォンテンブロー砲工校学生（- 1884年8月）（同級：ジョゼフ・ジョフル元帥）
  - 9月29日 - 工兵中尉（フランス公使館附武官：寺内正毅）
- 1885年（明治18年）6月13日 - 工兵大尉
- 1886年（明治19年）
  - 2月 - 陸士教官
  - 12月 - 臨時砲台建築部本務官（建築本部長：小澤武雄）

- 1889年（明治22年）
  - 欧州出張

- 1890年（明治23年）
  - 5月9日 - 工兵少佐
  - 10月 - 工兵第5大隊長（第5師団長：野津道貫）
- 1892年（明治25年）8月 - 参謀本部有栖川宮熾仁親王副官、陸軍大学校教官（参謀次長：川上操六）
- 1893年（明治26年）
  - 7月 - 安南・シャム出張（- 11月）
  - 11月 - 参謀本部第2局員
- 1894年（明治27年）
  - 6月 - 朝鮮国公使館付心得
  - 7月 - 日清戦争出征（- 1895年5月）
  - 8月 - 第1軍参謀（第1軍司令官：野津道貫）
  - 9月25日 - 工兵中佐
- 1895年（明治28年）
  - 3月 - 第1軍参謀副長
  - 5月 参謀本部第2局員（第2局長：寺内正毅）
- 1896年（明治29年）
  - 3月 - ロシア出張（伏見宮貞愛親王随行、- 8月）
  - 5月 - 参謀本部第4部長
- 1897年（明治30年）10月11日 - 工兵大佐
- 1899年（明治32年）
  - 1月 - 参謀本部第3部長（- 1901年7月）・兼参謀本部第5部長（- 4月）（参謀総長：川上操六）
  - 4月 - 万国平和会議出席（- 10月）
- 1900年（明治33年）7月11日 - 陸軍少将・兼陸軍砲工学校長（教育総監：野津道貫）
- 1901年（明治34年）7月 - 工兵監
- 1903年（明治36年）8月 - 欧州出張（- 1904年2月）
- 1904年（明治37年）6月 - 第4軍参謀長（第4軍司令官：野津道貫）
- 1906年（明治39年）
  - 2月 - 工兵監
  - 7月6日 - 陸軍中将
- 1908年（明治41年）12月 - 第7師団長（陸軍大臣：寺内正毅）
- 1911年（明治44年）9月 - 第14師団長
- 1912年（明治45年／大正元年）
  - 4月5日 - 陸軍大臣（元老：山縣有朋）
  - 12月 - 待命
- 1913年（大正2年）
  - 3月 - 第3師団長
  - 5月　工兵操典制定
  - 6月 - 待命
- 1914年（大正3年）4月 - 教育総監
- 1915年（大正4年）
  - 2月15日 - 陸軍大将・兼軍事参議官
  - 12月 - 参謀総長（- 1923年3月）
- 1921年（大正10年）4月27日 - 元帥陸軍大将
- 1924年（大正13年）5月 - 議定官
- 1926年（大正15年）5月-偕行社社長

## 栄典・授章・授賞
位階
- 1880年（明治13年）5月31日 - 正八位[4]
- 1882年（明治15年）10月31日 - 従七位[4]
- 1885年（明治18年）9月16日 - 正七位[4][5]
- 1891年（明治24年）12月28日 - 従六位[4][6]
- 1894年（明治27年）12月5日 - 正六位[4][7]
- 1897年（明治30年）10月30日 - 従五位[4][8]
- 1900年（明治33年）11月10日 - 正五位[4][9]
- 1905年（明治38年）12月25日 - 従四位[4][10]
- 1909年（明治42年）2月1日 - 正四位[4][11]
- 1912年（明治45年）3月1日 - 従三位[4][12]
- 1915年（大正4年）3月10日 - 正三位[4][13]
- 1920年（大正9年）3月20日 - 従二位[4][14]
- 1927年（昭和2年）5月2日 - 正二位[4][15]
- 1933年（昭和8年）11月8日 - 従一位[16]

爵位等
- 1907年（明治40年）9月21日 - 男爵[4][17]
- 1921年（大正10年）
  - 4月18日 - 子爵[4][18]
  - 4月27日 - 元帥[4][19]

勲章等
| 受章年                     | 略綬 | 勲章名                       | 備考         |
| -------------------------- | ---- | ---------------------------- | ------------ |
| 1889年（明治22年）11月29日 |      | 大日本帝国憲法発布記念章     |              |
| 1893年（明治26年）5月26日  |      | 勲六等瑞宝章                 |              |
| 1895年（明治28年）10月18日 |      | 単光旭日章                   |              |
| 1895年（明治28年）10月18日 |      | 功四級金鵄勲章               |              |
| 1895年（明治28年）11月18日 |      | 明治二十七八年従軍記章       |              |
| 1896年（明治29年）11月25日 |      | 勲五等瑞宝章                 |              |
| 1899年（明治32年）12月27日 |      | 勲四等旭日小綬章             |              |
| 1901年（明治34年）12月27日 |      | 勲二等旭日重光章             |              |
| 1902年（明治35年）5月10日  |      | 明治三十三年従軍記章         |              |
| 1906年（明治39年）4月1日   |      | 功二級金鵄勲章               |              |
| 1906年（明治39年）4月1日   |      | 明治三十七八年従軍記章       |              |
| 1908年（明治41年）5月25日  |      | 勲一等瑞宝章                 |              |
| 1915年（大正4年）9月29日   |      | 旭日大綬章                   |              |
| 1915年（大正4年）11月7日   |      | 金杯一組                     |              |
| 1915年（大正4年）11月7日   |      | 大正三四年従軍記章           |              |
| 1915年（大正4年）11月10日  |      | 大礼記念章（大正）           |              |
| 1920年（大正9年）11月1日   |      | 旭日桐花大綬章               |              |
| 1920年（大正9年）11月1日   |      | 大正三年乃至九年戦役従軍記章 |              |
| 1920年（大正9年）11月1日   |      | 戦捷記章                     |              |
| 1925年（大正14年）1月14日  |      | 御紋付銀杯                   |              |
| 1928年（昭和3年）11月10日  |      | 大礼記念章（昭和）           |              |
| 1933年（昭和8年）11月8日   |      | 大勲位菊花大綬章             | （没後叙勲） |

外国勲章佩用允許
| 受章年                     | 国籍                         | 略綬 | 勲章名                               | 備考 |
| -------------------------- | ---------------------------- | ---- | ------------------------------------ | ---- |
| 1890年（明治23年）2月15日  | ロシア帝国                   |      | 神聖アンナ第三等勲章                 |      |
| 1894年（明治27年）10月10日 | 安南帝国                     |      | 大南龍星コマンドゥール               |      |
| 1896年（明治29年）10月8日  | ロシア帝国                   |      | 神聖スタニスラウス第二等勲章         |      |
| 1896年（明治29年）10月8日  | オーストリア＝ハンガリー帝国 |      | 鉄冠第二等勲章                       |      |
| 1899年（明治32年）1月17日  | フランス共和国               |      | レジオンドヌール勲章オフィシエー     |      |
| 1900年（明治33年）2月21日  | 大清帝国                     |      | 第三等第一双竜宝星                   |      |
| 1906年（明治39年）9月8日   | プロイセン王国               |      | 赤鷲剣付第二等勲章                   |      |
| 1915年（大正4年）3月30日   | フランス共和国               |      | レジオンドヌール勲章グラントフィシエ |      |
| 1916年（大正5年）1月19日   | ロシア帝国                   |      | 白鷲勲章                             |      |
| 1918年（大正7年）5月23日   | 支那共和国                   |      | 一等文虎勲章                         |      |
| 1918年（大正7年）7月3日    | イギリス帝国                 |      | 聖マイケル・聖ジョージ第一等勲章     |      |
| 1918年（大正7年）12月19日  | 支那共和国                   |      | 一等大綬宝光嘉禾勲章                 |      |
| 1919年（大正8年）4月5日    | アメリカ合衆国               |      | 陸軍殊勲章                           |      |
| 1919年（大正8年）10月3日   | チリ共和国                   |      | 有功第一等勲章                       |      |
| 1920年（大正9年）4月15日   | フランス共和国               |      | レジオンドヌール勲章グランクロア     |      |
| 1920年（大正9年）7月6日    | ルーマニア王国               |      | エトアルドルーマニー剣附第一等勲章   |      |
| 1921年（大正10年）11月16日 | スペイン王国                 |      | 陸軍有功白色第四級勲章               |      |
| 1926年（大正15年）3月26日  | ポーランド共和国             |      | ポーランド復興大十字勲章             |      |

## 親族
- 妻 上原槙子（野津道貫長女）[52]
- 長男 上原七之助（貴族院子爵議員）[52]
- 長女 大塚愛子（大塚惟精の妻）[52]
- 次男 上原勇次郎
- 三男 上原勇三郎 （夭折）
- 次女 大林尚子 （大林組社長大林義雄の妻）
- 三女 小澤静子 （大阪大学医学部教授、小澤凱夫の妻）
- 兄　龍岡資峻（砲兵大尉）1893年、病没
- 甥　龍岡資誠（歩兵少佐）1904年、203高地にて戦死
- 外姪婿　上村長治（歩兵中佐、姪ケイの夫）1904年、旅順にて戦死

## 逸話

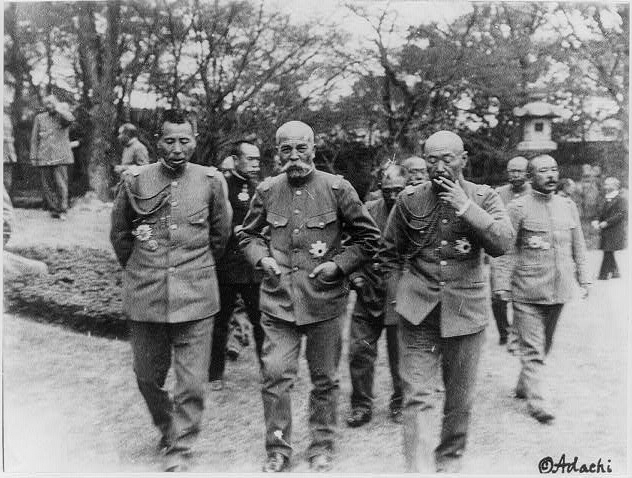
前列左から田中義一、大島健一、上原。大正7年（1918年）8月頃。

- 野津道貫の希望により第5師団に配属となるが、「新知識者」の一人として川上操六に見出されて参謀本部に引き抜かれる。川上操六が死去した後、教育総監に就任していた野津に再び重用されて工兵監に抜擢される。野津の死後は寺内正毅に接近し、事実上、工兵科初の師団長になる（工兵初の師団長は鮫島重雄であるがこれは戦時特例であった）。山縣有朋により、石本新六陸相在任中の急死の後、陸軍大臣に抜擢されるが、二個師団増設問題の対応など、この時の働きぶりは山縣を満足させるもので、重病から回復後、山縣閥において寺内に次ぐ地位を手に入れた。
- 岳父の野津道貫が日清戦争時に第1軍司令官を務めた際は、同軍の参謀、参謀副長として仕えたが、これは偶然の産物であった。朝鮮公使付（参謀本部直轄の独立参謀）として先遣隊とともに渡海し、大島旅団、ついで第5師団とともに転戦、第1軍司令部が上陸すると正式に参謀となった。野津が司令になったのはその後である。一方、日露戦争時に第4軍司令官を野津が務めるとその参謀長を務めるという関係になった。これは人脈人事の一つであり、一説には野津が非常な気難し屋であったため、その幕僚を務められるのは娘婿であり、懐刀の上原しかいなかったからと言われている。
- 日露戦争中、野津司令官と川村景明師団長（のち元帥）の間で窮することが多かったため、それ以後、川村を苦手とした。シベリア出兵の際、総司令官を打診したが即答で断られている。
- 日本における工兵技術の育成に熱心に取り組み、ポケットマネーを払って大工や鳶職を自宅に招き、実演させながら基礎作業教範を書いたという逸話がある。そのため、工兵監になってからも演習へ出向いては兵卒の作業まで自分でやって見せ、工兵将校たちは戦々恐々としていたという。
- 一方で、自分が酷評したある工兵将校が「兵監の言うことは間違っておられる」と反論した際、他の将校は上原が激怒するのではないかと心配したが、しばらく考えた上原は「ただいまの講評、勇作の誤り」と述べて自分の誤りを受け入れるなど正しい意見はきちんと聴くところもあった。
- 日露戦争時の旅順攻囲戦で、日本軍（乃木希典大将指揮）が大苦戦したことを受け、上原は「私は日本の工兵を厳しく鍛え上げたが、ただ一つの手抜かりは、工兵による要塞攻略、特に坑道掘削作戦の戦術研究と訓練を怠ったことだ。これをやっておれば旅順であんなに苦戦しなかった」と語り、日露戦争が終わった後、上原の指導の下に直ちに要塞攻略戦の研究が始まり、1906年（明治39年）に小倉練兵場に於いて第一回要塞攻略演習を行った。
- 第7師団長就任を長州閥による左遷人事と揶揄するものもいるが実情はやや異なる。歩兵科以外から師団長を出すべきという機運が高まると上原は大迫砲兵監、秋山騎兵監とともに寺内陸相に直談判を行う。結果、長らく工兵監だった上原が工兵科初の師団長になることになった。寺内に希望を問われると「大臣が余り干渉せざる地方にして…」つまり工兵監時代同様、自分の自由にさせろと要求した。さらに「人が余り好まざる場所ならば進んで赴かん。」と続けた。歩兵科の重要ポストを奪うわけだから後々の人間関係を考慮した優秀な参謀としての模範解答であった。寺内も上原がそう答えると分かっていたので「北海道は如何」と即答している。つまり栄転させて中央から遠ざけたのである。一方、寺内は上原の機嫌を損なわぬよう第3師団の特別視察を許可し、予算もそのまま通過させている。
- シベリア出兵では国際協定によって撤兵が決定され、大正9年1月、原内閣が陸相田中義一の同意を得て撤兵を閣議決定したものの、当時参謀総長であった上原は「統帥権干犯」を理由に拒絶する。これは内閣と陸軍省が参謀総長に相談なく、天皇の裁可も得ずに独断で決定したこと。さらに、非公式の書類一通で通知してきたことに対して反発したもので、上原は陸軍省に公文をもって天皇の許可が得られれば撤兵する旨を伝えたが、陸軍省の作業は遅々として進まなかった。さらに陸軍省は、期間が不透明な逐次撤退を主張したのに対し、参謀本部は即時撤退を主張し両者の意見は対立する。陸軍省はウラジオストクに要塞を構築して一部占領を継続するつもりであったのである。平行線の中、チタ方面で第5師団が攻撃を受けたことへの報復攻撃で連続戦闘に移行し、撤退は困難な情勢となる。結果、撤退時期が有耶無耶になり日本だけがシベリアに駐留することとなって国際的非難を受けた。原敬首相は「参謀本部の陰謀」と断じて、上原を非難し、激怒した田中が上原を更迭しようとすると、上原は元老山縣有朋に懇願して更迭策を阻止している。また、これにより2か月後の尼港事件の遠因ともなったが、撤退協議のため停戦指示を出して状況を悪化させた陸軍省と田中が責任を負うことになった。
- 上原閥は山縣閥の分派であるが、山縣同様に藩閥にこだわらなかったため、数では長州閥を凌駕するようになり、多くの大将、中将（井戸川辰三、宇宿行輔、与倉喜平、高島友武、高山公通、長坂研介、権藤伝次、佐多武彦、伊丹松雄、岩越恒一、橋本群、林柳三郎、佐久間為人など）を輩出した。薩閥（大迫尚道、町田経宇、田中国重、菱刈隆）を始めとした九州閥（宇都宮太郎、福田雅太郎、尾野実信、武藤信義、真崎甚三郎）、陸士旧3期（+旧2期）閥（秋山好古、大谷喜久蔵、内山小二郎、柴五郎）、第5（野津）師団閥（浅田信興、一戸兵衛）、副官閥（奈良武次、今村均）、工兵閥などで構成されており、長州閥と重複するもの（田中義一、井上幾太郎）もいた。陸士（旧8 - 11期）、陸大（8 - 11期）で上原の教え子であったものが多い。上原が参謀総長時代、教育総監は上原閥であり、陸軍大臣は山縣閥から選ばれていた。当時の軍事参議官の多くは上原閥、準上原閥であり、侍従武官長（内山小二郎、奈良武次）も上原閥であったためである。
- 禿げ頭の将軍として逸話が多い。田中義一が大臣時代、田中の先を歩く禿げ頭の将軍がいた。同期の橋本勝太郎と勘違いした田中は「ハゲカツ！ハゲカツ！」と連呼して呼び止めた。「それは俺の事か」と振り向いたのが上原だったので、田中は平身低頭で謝罪し、上原は笑ってこれを許している。また、年長の将軍たちからは「和尚」と呼ばれた。名付けたのは浅田信興である。
- 権藤伝次が上原の横に座ろうとすると手を以て遠ざけようとした。権藤が困惑すると「台湾坊主（円形脱毛）が伝染してはならぬ」と言って権藤を笑わせている。
- 寺内正毅とは士官学校時代、教師と生徒という間柄で上原は何度も説教されたという。以降、説教好きの教師と小生意気な生徒という関係が終生続くことになる。フランス留学中、寺内は駐在武官として上原らの世話を焼きつつ、説教を度々している。また寺内が参謀次長、上原が第3本部長時代に大の洋食好きの寺内に悪戯を仕掛けている。参謀本部の食堂に「洋食に限る」と書かれた寺内を暗刺した張り紙がされていた。一緒に食事をしていた上原が「私は百姓の出なので日本食が口に合う」と言い出したので、上原が犯人と気付いた寺内は怒って翌日から食堂に顔を出さなくなっている。
- 年長の薩閥から準長州閥と揶揄されるほど山縣有朋、寺内正毅に接近していた。陸軍大臣事件が起こるまで田中義一との関係も良好であった。田中は上原閥の新参者とされていたが、「次の参謀総長は上原さん以外にいない」と周囲に絶賛し、上原に気に入られていた。田中が陸軍大臣になると「田中を大臣に出してやったよ」と上原は述べている。しかし田中が陸相になると二人の間に徐々に齟齬が生じるようになり、山縣の死去により破綻へと加速することになる。晩年、一戸が死去した際に浅田良逸中将に聞かれた上原は「上原と田中のことか。そりゃ田中は政治家だからな。」と言っただけでそれ以上、田中との事について語らなかった。
- 陸軍大臣事件直後は面会した宇垣一成に田中義一の予備役入りを口にするほど憤慨していたが、関東大震災から日が浅いことや大正天皇の病状を考慮し事態の鎮静化を優先する。逆に政友会が田中の擁立を画策していたことを知ると田中を元帥にして政界入りを阻止（元帥は生涯現役で治安警察法により政党に所属できない）することも考慮するが有効的ではないこと。（研究会からの首班指名の可能性）もあり、結局1年以上処分保留にした。しかし、福田を中心とした軍事参議官からの要望が強く、1925年4月8日に田中を予備役入りさせている。徳富蘇峰はこの時の上原を「能く忍んだ。」、「単純なる雷爺のみでなかった。」と称賛している。
- 陸軍部内では元帥として影響力を持ち続け、長州閥の田中義一と対立した。田中の後継者、宇垣一成による宇垣軍縮に対抗してその反対派を支援し、後の皇道派結成の温床となった。上原閥から皇道派が出た原因は上原が尊皇主義であったことが部下たちに影響したためである。派閥抗争・確執の遠因となったとの意見もある。
- 雷爺と言われた上原であるが若い士官に対しては好々爺であった。教育総監部参謀の斎藤瀏に「何で課長をそんなにお叱りになりますか。」と聞かれた上原は「課長くらいになるとなんでも研究して知っておらぬといかぬ。お前ら小僧っ子とは違う。小僧っ子は叱らぬ。」と答えている。
- 副官をつとめた今村均によれば、軍事書を中心に読書を好み、フランス語の原書を読み、軍事以外にも幅広く理解があったという。口やかましく周囲から疎ましがられたが、それは広大な知識から発せられたものであり、感服すべきものだったと述べ、副官時代を詳しく語っている。また、1931年（昭和6年）ごろには、防空には空軍省を設けて独立空軍を創るしかないと語っていたと伝えている。
- 今村によれば、上原は谷寿夫の作成した『機密日露戦史[注釈 3]』の内容に関して「（第三軍と乃木の評価は）客観性に欠け事実に反する。旅順を落としたのは乃木であり、児玉では無い」と述べ、非難したという。

## その他

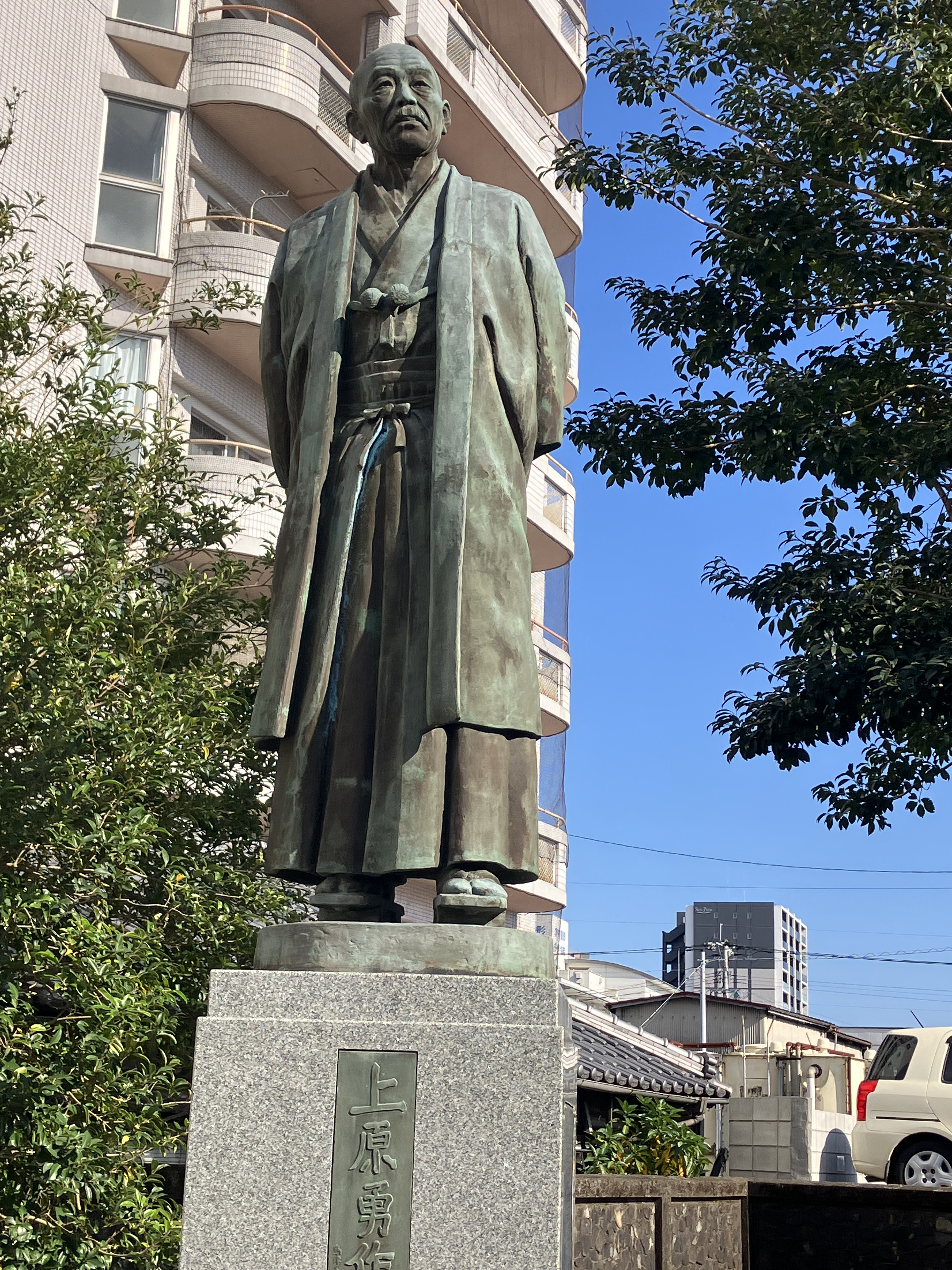
生誕地に建つ上原勇作の銅像

- 郷里から上京した後、野津道貫邸の書生になった。当時、野津邸には書生が7人いたが、野津が目をかけたのは上原だけであった。その縁で野津の娘をめとることになったが、彼女は上原が書生をやっていた時代に生まれた子であり、17歳差、結婚時上原は36歳であり、当時としては相当な晩婚であった。
- 上原が士官学校を首席で卒業すると、野津夫人は大変喜び、大切にしていた指輪を上原に贈呈した。上原はこの指輪を小指にはめ、終生大切にしていたとされる。
- 本邸を構えた大井鹿島町の総称である大森は、陸軍関係者の間では暗に上原を指した（田中隆吉による）。ただし、大井鹿島に転居したのは元帥になった後であり、設計は上原本人である。それ以前に居住していた土地は野津から譲られたものだったが、野津が代金を受け取らなかったため、槙子夫人の名義とした。
- 大正2年、上原が重病のため大阪赤十字病院に入院すると槙子夫人が見舞いに来たが、「何のために来たか」と東京に帰している。第4師団長の大迫が遺体引き取りの準備をしたほど病状が悪化していたため、自分の無様な死に様を見せぬようにと意地を張ったからとされる。また、この時大林家と懇意（上原は大林義雄を愛婿と呼ぶほど大変気に入っていた）になり、次女を嫁がせている。
- 上原が小型で並足の速い馬を注文したが、やや欠点のある馬であった。そのとき「かかと陣地と馬とは満足なものはない」と言ったが、その傍らには槙子夫人がいたという。
- 妻の病気療養のため千葉県一宮町に別荘（復如庵）を所有した。しかし、ほどなく妻は亡くなってしまったが、上原は晩年をここで過ごした。正月の来客のあまりの多さから一宮詣でと言われた。西園寺との会合のため上京したが、病状が悪化し、本邸にて死去した。
- 長女の愛子は清浦奎吾の紹介で徳島県警察部長の大塚惟精と結婚。大塚はのち中国地方総監在任中に原爆投下により死去した。愛子という名は大学時代からの友人である伏見宮貞愛親王から一字賜り、命名した。
- 日露戦争中はまめに夫人に書簡を送っている。義弟野津鎮之助、鎮雄、甥の資誠（六郎）、資次（三作）をはじめ、森雅守の弟の左武や梧六の安否を逐一報告している。二人の甥は上原と年が近く弟のような存在であり、六郎の死には大いに心を痛めた。
- 俳優上原謙（本名の姓は「池端」）の祖父、加山雄三の曾祖父であるとの噂がある（柘植久慶『日露戦争名将伝―人物で読む「激闘の軌跡」』。上原謙の記事中には「父親は鹿児島出身の陸軍大佐だが、上原が中学生の時に死亡する。母方の祖父は、陸軍元帥の上原勇作である。」との記載があるが、上原家の正式な家系図において上原謙との血縁関係は一切認められず、これは同書の誤記に端を発する誤った噂が流布したものと思われる。
- 落合莞爾は、吉薗周蔵を上原勇作個人付き陸軍特務を務めた人物としているが、史料等により実証的に確認されてはいない。